# 음력 11월 15일
음력 11월 15일은 음력 11월의 15번째 날이다.

## 사건
- 1895년 - 김홍집 내각, 단발령 공포.
- 1999년 - 대한항공 8509편 추락 사고 발생.

## 문화
- 2007년 - 분당선 오리 ~ 죽전 구간 개통.
- 2021년 - 서울 지하철 8호선 남위례역 개통.

## 탄생
- 1835년 - 사카모토 료마.
- 1948년 - 대한민국의 정치인 강운태.
- 1977년 - 대한민국의 배우 엄지원.
- 1984년 - 대한민국의 배우 윤소이.

## 사망
- 1544년 - 조선 제11대 국왕 중종.
- 1867년 - 사카모토 료마.
- 2023년 - 대한민국의 배우 이선균.

## 같이 보기
- 음력 360일: 1월 2월 3월 4월 5월 6월 7월 8월 9월 10월 11월 12월
- 전날:11월 14일 다음날:11월 16일 - 전달:10월 15일 다음달:12월 15일
- 양력: 11월 15일
- 음력, 윤달